# Колесов, Евгений Николаевич
Евгений Николаевич Колесов (30 апреля 1951, Кострома — 14 сентября 2017, Солнечногорск) — российский писатель, поэт, переводчик.

## Биография
Родился 30 апреля 1951 г. в Костроме.
Окончил Московский институт иностранных языков в 1973 г., после чего работал устным и письменным переводчиком, в том числе два года в ГДР, потом неоднократно в Западной и объединенной Германии, а также в различных учреждениях и организациях России. С 1986 г. член Московского комитета литераторов. С 1991 г. член Союза переводчиков.
В России известен как поэт (писал стихи по-русски, по-немецки и по-английски; одно из стихотворений Е. Колесова включено в Антологию русской поэзии Е. Евтушенко «Строфы века»), переводчик греческой поэзии и немецкой прозы, автор ряда книг, статей и лекционных курсов социально-психологической и философско-эзотерической тематики. Являлся председателем Российского Астрологического Общества. Печатался под псевдонимами Het Monster, Е.Ефросимов, Каро. Последние годы жил и работал в подмосковном Солнечногорске, готовил к публикации свои новые книги, сотрудничал с «Греческим культурным центром» в Москве.
Умер 14 сентября 2017 года. Похоронен на кладбище деревни Обухово (Солнечногорском новом кладбище).

## Выборочная библиография

### Переводы
- Бергер, Уве. Улыбка в полете. М., «Прогресс», 1980 (неск. стихотворений с немецкого) — 107 с.
- Стихи и рассказы разл. авторов, переводы с греческого и с немецкого в журн. «Иностранная литература» NN 12/80, 10/81, 5/82, 7/82, 5/83 — 52 с.
- Браун, Фолькер. Несколько стихотворений с немецкого в сб.: Из современной поэзии ГДР. М., «Прогресс», 1981—219 с.
- Сеферис Й., Рицос Я., Валетас К. (стихотворения, рассказы) и три народные песни. Переводы с греческого в сб.: Эхо Эллады. Слово о Греции. М., «Мол. Гв.», 1983—333 с.
- Варналис К. Стихотворения и поэмы. М., «Худ. лит.», 1985 (неск. стихотворений с греческого) — 220 с.
- Рицос Я. Заметки на полях времени. М., «Радуга», 1985 (стихотворения и поэма «Персефона»), с греч. — 924 с.
- Рицос Я. Поэмы для издания «Четвертое измерение»: Аякс, Чужак, Зимняя прозрачность, Окно, Хроники. План издания: 2007 г. Две первые прочитаны со сцены театра «Студио-69» в Москве в августе-сентябре 2006 года. Издано в 2009 г., издательством «ГИТИС», Москва.
- Сикелянос А. Неск. стихотворений с греч. в книге серии: Избранная зарубежная лирика. М., «Мол. Гв.», 1986—118 с.
- Лимперт Ф., Зюверкрюп Д. Несколько песен в сб.: За что мы боремся. Современная поэзия ФРГ и Западного Берлина. М., «Худ. лит.», 1987—312 с.
- Чеховски, Хайнц. Несколько стихотворений с немецкого в сб.: Из современной поэзии ГДР (2-й вып.). М., «Радуга», 1987—267 с.
- Гучхан М., Теобальди Ю. Стихотворения в сб.: Вести дождя. Стихи поэтов ФРГ и Зап. Берлина. М., «Худ. лит.», 1987—580 с.
- Стихотворения неск. авторов из ГДР в сб.: Молодая лира. Стихи молодых поэтов соц. стран. М., «Молодая гвардия», 1988: Либервирт, Биргит; Шварц, Клаус-Петер; Кутулас-Шильдауэр, И.-К.; Меншинг, Штеффен; Грюнебергер, Ральф; Янсен, Иоханнес — 161 с.
- Стихотворения разл. авторов в сб.: Золотое сечение. Австрийская поэзия. М., «Радуга», 1988: Гуттенбруннер, Михаэль; Хупперт, Хуго; Зонненшайн, Хуго; Грюн, Анастазиус — 188 с.
- Ланнер П., Энш Ж. Стихотворения в сб.: Поэзия Люксембурга. XX век. М., «Радуга», 1988 (пер. с французского) — 322 с.
- Бехер, Иоганнес Р. Самоцензура. Пер. с нем. «Лит. газета» (июнь 1988)
- Уланд Л. Весна священная. Стихотворение в кн.: Стихотворения. М., «Худ. лит.», 1988. — 104 с.
- Стихотворения поэтов Зап. Берлина в сб. «Весь свет — 89». М., «Молодая Гв.», 1989: Густас, Альдона; Трайхель, Ульрих; Штребе, Роземари — 63 с.
- Вагнер, Рихард. По нижеследующим причинам («Заявление в ОВИР»). Рассказ. Пер. с нем. «ЛГ» N 4/21.01.1990
- Деб Кумар Дас, Шив К. Кумар, Кеки Н. Дарувалла. Стихотворения для двухтомника: Поэзия народов Индии. Пер. с англ. М., «Худ. лит.», 1990 — ок. 600 с.
- Штокхаузен К.-Х. Два стихотворения в сб.: Чаплыгина М. К. Музыкально-теоретическая система К. Штокхаузена. М., ГМПИ им. Гнесиных, 1990. −26 с.
- Клейст, Г. Неск. стихотворений для книги о Клейсте. М., «Радуга». Планировалась на 1991 г. — 79 с.
- Белль, Г. Несколько рассказов для собрания сочинений: Монолог кельнера; Выбрасыватель; Требуются дед и бабка; В защиту прачечных; Воскрешение совести
- Браун, Фолькер. Избранное. М., «Радуга», 1991. Неск. стихотворений с немецкого. — 250 с.
- Пфеффер, Нора. Стихотворения и воспоминания. Пер. с нем. Для журнала «Простор», Алма-ата, и книги: М., Сов. пис. Планировалась на 1991 (?) — Время любви. Лирика. М., «Готика», 1998. — 486 с.
- Неск. стихотворений и очерков разл. авторов для сб.: Европа на пороге III тысячелетия. Вып. 2. М., «Худ. лит.»: Меккель, Кристоф (Затяжной мрак); Шваб, Манфред (Сернокислый край); Бахман, Ингеборг; Блох, Петер; Хухель, Петер; Кунерт, Гюнтер; Эртген, Эльке; Бирман, Вольф; Юнгк, Роберт — 253 с.
- Стихотворения неск. авторов для сб.: Лира cеми Городов. Немецкая поэзия Румынии. М., «Худ. лит.», 1992: Штефани, Клаус — 321 с.; Боссерт, Рольф — 306 с., Зелльнер, Вернер — 200 с., — Братеш, Верона — 15 с., — Вихнер, Эрнст — 105 с., — Бара, Хелла — 84 с., — Белен, Ханна — 140 с., — Бритц, Гельмут — 122 c.;
- Шпербер, Манес. Слеза в океане. Роман. Книга I. М., «Худ. лит», 1992.
- Сеферис, Йоргос. Неск. стихотворений в журн. «Звезда Востока». Ташкент, NN 4/1992 и 4/93 — 190 с.
- Моран, Мишель. Марсельское Таро. М., «Интерарк», 1993. Пер. с франц.
- Элитис, Одиссеас. Фрагменты из поэмы Достойно есть. «Звезда Востока», Ташкент, N 5/1994. — 170 c.
- Розендорфер, Герберт. Письма в Древний Китай. Роман. Журн. «Иностранная литература», N 1/1993 (сокр. вариант), и книга: Владивосток, «Рубеж», 1993. — 2003: переиздание в АСТ, Москва.
- Розендорфер, Герберт. Латунное сердечко. Роман. Пер. с нем. В кн.: Герберт Розендорфер. Избранное. «Лабиринт», Киев, 1996.
- Розендорфер, Герберт. Кадон, бывший бог. Роман. Пер. с нем. М., АСТ, 2005.
- Густас, Альдона. Символы любви. Стихотворения. Пер. с нем. «Иностранная литература», N 2/1996.
- Переводы из К. Кавафиса, Й. Сефериса, А. Сикеляноса, Я. Рицоса в альманахе Е. Витковского «Строфы века — 2» (М., 1998) — 263 с.
- Видмер, Урс. Рай забвения. Пер. с нем. «ИЛ», N 9/1998.
- Сутер, Мартин. Пер. с нем. Несколько рассказов для «ИЛ» N 10/2001: Кюдерли и его телефон; Герр Хунольд; Жертвы дефолта; Flexible response; Human-resourse Management; Human-resouse Management II; Эллиг и рекламный клип.
- Патури, Феликс. Величайшие чудеса и загадки нашего мира. М., «Бертельсман», 2000. Пер. с нем.
- Кроули, Алистер. Книга Закона. Книга Лжей. Лунное дитя. Пер. с англ. М., «Остожье», 1998.
- Банцхаф, Хайо. От каменного века к веку Водолея. Пер. с нем. «Астролог», N 9/2002.
- Банцхаф, Хайо. Зодиак как небесный символ целостности. Пер. с нем. Журн. «Астрология», N 3/2002.
- Банцхаф, Хайо. Самоучитель по Таро. Пер. с нем. М., ЦАИ, 1999. — 2-е изд. М., ЦАИ, 2003.
- Банцхаф, Хайо. Основы Таро. Энциклопедия Арканов. Пер. с нем. М., ЦАИ, 2000.
- Банцхаф, Хайо. Таро: ключевые понятия. Пер. с нем. М., КСП+, 2001.
- Банцхаф, Хайо. Таро, или Путешествие Героя. Пер. с нем. М., КСП+, 2002.
- Банцхаф, Хайо. Астрология: ключевые понятия. Пер. с нем. М., ЦАИ, 2002.
- Доктерс-ван-Леувен, О. и Р. Восстановленное Таро. Пер. с нидерл. М., КСП+, 2000.
- Трайер, Хайди. Статьи: Знать себя, чтобы быть собой («Астролог» N 12/95); — Астрология и самопознание (там же, N 7/96). Пер с нем. Под псевдонимом Е. Ефросимов.
- Трайер, Хайди. Кармическая астрология. Пер. с нем., вместе с В. Коломенской. М., ЦАИ, 2002.
- Райх-Раницкий, Марсель: Моя жизнь. Пер. с нем. В. Брун-Цехового. Е. Н. Колесов — переводы стихотворных строчек. М., НЛО, 2002. — 30 с.
- Хаффнер, Себастьян. Биография одного немца. Воспоминания 1914—1933. Часть. «ИЛ» N 2/2002.
- Бахман, Ингеборг: Стихи, пер. с нем., для «ИЛ», N 2/2003: Что истинно −24 с.; Слова — 35 с.
- Фолльмар, Клаусбернд. Тайна цвета: белый. Пер. с нем. М., КСП+, 2006.
- Фолльмар, Клаусбернд. Тайна цвета: красный. Пер. с нем. М., КСП+, 2006.
- Фолльмар, Клаусбернд. Тайна цвета: черный. Пер. с нем. М., КСП+, 2006.
- Саид: Стихи, пер. с нем., для «ИЛ», N 9/2003. — 263 с.
- Аюурзана, Г.-А. Стихи, пер. с монгольского по подстрочнику Л. Г. Скородумовой, для «ИЛ», N … 134 с.
- Краузе, Эрнст. Троянские замки северной Европы. Пер. с нем. Часть. Изд-во «Вече». М., 2006.
- Каламврезос, Дионисиос. Москва — Нью-Йорк. Роман. Редактура с греч. (переделка перевода), ноябрь 2007.
- Бенн, Готфрид. Погребок Вольфа. В сб.: Готфрид Бенн, Двойная жизнь. Waldemar Weber Augsburg — Lagus Press • Москва, 2009.

### Книги
- Практическая астрология. Книга. М., «Интерарк», 1992.
- Азбука Таро — М., «Интерарк», 1992; 2-е, дополненное изд. М., ЦАИ, 1999; 3-е изд. М., «Рост», 2003. — Польское издание: Podstawy Tarota, «Studio Astropsychologii», Bialystok 2000.
- Книга 999, или Тысяча и один способ гадания. — М., АСТ, 1996; — 2-е издание, дополненное и переработанное — М., КСП+, 2000 — Потом: Большая книга гаданий, то же самое с исправлениями и дополнениями, М., АСТ+, 2004. — Польское издание: Ksiega Przepowedni, czyli 1001 sposobow wrozenia, «ARS Scripti-2», Bialystok 2003.
- Индийская астрология. Астрология для астрологов. — Донецк, «Сталкер», 1997; — Переиздание I части — Индийская астрология. — Пенза, «Золотое сечение», 2007.
- Вторая часть «Индийской астрологии»: Астрология для астрологов: переизд. Пенза, «Золотое сечение», 2008.
- Тринадцать врат. История эзотерических учений. — М., «РОСТ», 1999, — переизд. Пенза, «Золотое сечение», 2006. — Гл. 1 (Что такое эзотеризм) опубликована в журн. «Здесь и сейчас», N 2/1998. — Польское издание: Trzynascie bram wiedzy tajemniej, «Studio astropsychologii», Bialystok 2000.
- Тайная книга для женщин, или Как управлять мужчиной. — М., ФАИР-ГРАНД, 2000, 2-й тираж 2001, 3-й тираж 2003. — Главы из нее опубл. в журн. «Здесь и сейчас»: Как избегать ошибок, N 3-4/1998, и Брак вчера, сегодня, завтра, N 3-4/1999. — Польское издание: Tajemnicza Ksiega Kobiet, czyli jak wycowac sobie mezczyne, «Studio Astropsychologii», Bialystok 2001. — Переизд. Пенза, «Золотое сечение», 2010.
- Расклады и опыт толкования Таро. Вместе с А. Клюевым и А. Котельниковой. М., «КСП+», 2003. — Переизд. «Профит Стайл», М., 2007.
- Руны: футарк классический и арманический. Вместе с А. Торстеном. М., «КСП+», 2003, 2006. — Польское издание: Magia i Mantyka Run. Futhark klasyczny i armenski, «Studio Astropsychologii», Bialystok 2002. — Рус. переиздание: Пенза, «Золотое сечение», 2007.
- Магика как система. Часть I. М., «Велигор», 2003. — Польское издание: Wprowadzenie do magii, Ars-Scripti 2, Bialystok 2004.
- Принципы магики. Часть II. Только польское издание: Zasady magii. Ars-Scripti 2, Bialystok 2007.
- Магика. Части I и II. Издание сокращенное и улучшенное. — Пенза, «Золотое сечение», 2010.
- Астрология Саньмэйсе. Китайская астрология. — Пенза, «Золотое сечение», 2009.
- Книга сновидений — Онейротека. — Пенза, «Золотое сечение», 2009.
- Практика гадания. Расклады Таро. — Вместе с Анной Котельниковой. Сборник под ред. В. Странникова. М., «Профит-Стайл», 2009.
- Каббала чисел, или Шут с нами. — Вместе с В. Беспрозванных. Пенза, «Золотое сечение», 2010.